# Антилопа камењарка
Антилопа камењарка (лат. Oreotragus oreotragus) је врста сисара из реда папкара (Artiodactyla) и породице шупљорожаца (Bovidae).

## Распрострањење
Врста има станиште у Анголи, Боцвани, ДР Конгу, Еритреји, Етиопији, Замбији, Зимбабвеу, Јужноафричкој Републици, Кенији, Малавију, Мозамбику, Намибији, Нигерији, Руанди, Свазиленду, Сомалији, Судану, Танзанији, Уганди, Централноафричкој Републици и Џибутију.

## Станиште
Антилопа камењарка има станиште на копну.

## Угроженост
Ова врста није угрожена, и наведена је као последња брига јер има широко распрострањење.

### Популациони тренд
Популација ове врсте је стабилна, судећи по доступним подацима.

## Подврсте
Постоји 11 признатих подврста, међутим неке од њих зоолози Колин Гроувс и Питер Граб у свом раду (2011) признају као посебне врсте:
- O. o. aceratos Noack, 1899 (источна и јужна Африка)
- O. o. aureus Heller, 1913 (Кенија)
- O. o. centralis Hinton, 1921 (средња и јужна Африка)
- O. o. oreotragus (Zimmermann, 1783) (Јужна Африка).
- O. o. porteousi Lydekker, 1911 (средња Африка)
- O. o. saltatrixoides (Temminck, 1853) (етиопске висоравни)
- O. o. schillingsi Neumann, 1902 (источна Африка)
- O. o. somalicus Neumann, 1902 (северна Сомалија)
- O. o. stevensoni Roberts, 1946 (западни Зимбабве)
- O. o. transvaalensis Roberts, 1917 (јужноафричке висоравни)
- O. o. tyleri Hinton, 1921 (Намибија)